# Колосков, Анатолий Александрович
Анатолий Александрович Колосков (род. 18 октября 1934, Москва) — советский футболист, нападающий.

## Биография
Начинал играть в 1951 году в дубле «Шахтёра» Сталино. 9 октября 1952 года провёл единственный матч за клуб в чемпионате СССР — в гостях против московского «Локомотива» (0:3). В следующем сезоне в классе «Б» в 17 матчах забил пять голов, полуфиналист Кубка СССР. В 1954 году за «Локомотив» сыграл 19 матчей в чемпионате, в следующем сезоне выступал за дубль. В дальнейшем играл за клубы «Колхозчи» Сталинабад (1956), «Локомотив» Комсомольск-на-Амуре (1958), «Шахтёр» Кадиевка (1958), «Шахтёр» Горловка (1959), «Волга» Калинин (1960), СКА Хабаровск (1960—1962).